# Giuseppe Dimitri
Giuseppe Dimitri detto Peppe (Roma, 27 settembre 1956 – Roma, 30 marzo 2006) è stato un terrorista e politico italiano.
Fu tra i membri fondatori di Lotta Studentesca e Terza Posizione, in seguito divenne membro dei Nuclei Armati Rivoluzionari (NAR), organizzazione appartenente al terrorismo nero.
Terminata la lotta extraparlamentare entrò in Alleanza Nazionale, ricoprendo il ruolo di consulente di Gianni Alemanno durante il suo incarico di ministro delle politiche agricole alimentari e forestali tra il 2001 e 2006.

## Biografia

### Avanguardia Nazionale
Dopo una breve esperienza nei boy-scout, Dimitri si avvicinò a Avanguardia Nazionale all'età di 15 anni. In quel periodo frequentava il "Vivona", liceo classico dell'Eur, il suo quartiere, già allora "santuario" di Avanguardia Nazionale. Questo movimento extraparlamentare venne fondato da Stefano Delle Chiaie nel 1960, poi sciolto e successivamente rifondato nel 1970 da un gruppo di fuoriusciti dal MSI, reduci dalle contestazioni all'Università di Roma, guidati da Cesare Perri, Adriano Tilgher e Guido Paglia.
Dimitri divenne in pochi anni una delle figure di riferimento dei giovani neofascisti della Capitale, in modo particolare per coloro che si riunivano davanti al "Fungo", tra i viali dell'Eur.. Appassionato di tattica militare e di guerriglia urbana, allestì campi in boschi abbandonati o in montagne dai sentieri impervi, allo scopo di addestrare i giovani militanti alla lotta "corpo a corpo", temprarne la resistenza fisica e abituarli alla sopravvivenza in situazioni estreme. Insegnava anche l'uso di "armi bianche", come bastoni e soprattutto martelli..  Nel 1976 Avanguardia Nazionale venne sciolta perché oggetto di un'inchiesta per ricostituzione del partito fascista.

### Terza Posizione
Giuseppe Dimitri, insieme ad altri due militanti neofascisti (Roberto Fiore e Gabriele Adinolfi) presso la Libreria Romana gestita da Walter Spedicato, fondò Lotta Studentesca, gruppo che nel 1978 prenderà il nome definitivo e più noto di Terza Posizione. 
(Giuseppe Dimitri)
Nell'aprile del 1978 ridusse in fin di vita, colpendolo a martellate davanti al liceo Vivona e sfondandogli il cranio, lo studente Stefano Borsini, di quindici anni.
Il 15 marzo 1979 per commemorare la ricorrenza della morte del neofascista Franco Anselmi, ucciso un anno prima nel corso di una rapina in un'armeria, un gruppo di terroristi, alcuni dei quali in divisa da carabiniere, rapinarono a Roma l'armeria "Omnia Sport" a due passi dalla Questura. Bottino: una sessantina di pistole, quindici carabine e munizioni. L'impresa verrà rivendicata dai Nar (Nuclei Armati Rivoluzionari), ed ebbe infatti tra i partecipanti Giuseppe Valerio Fioravanti, Francesca Mambro e Alessandro Alibrandi, ma non solo.
Vi si trovarono anche personaggi di provenienza diversa: il triestino Livio Lai e, appunto, lo stesso Giuseppe Dimitri, allora militante in Terza Posizione. Il 14 dicembre 1979, in Via Alessandria, a Roma, l'equipaggio di un'auto civetta della Polizia di Stato notò tre ragazzi che trasportavano alcuni scatoloni da un sottoscala ad un'automobile. Uno di loro era Dimitri, che fu bloccato dagli agenti mentre stava per aprire il fuoco. Gli altri due furono catturati dopo una breve sparatoria. Dimitri venne arrestato; nel periodo di detenzione si incontrò con altri detenuti eccellenti tra cui Gianni Alemanno, Massimo Carminati e Salvatore Buzzi.
Nel suo covo vennero rinvenute delle armi e 20 chili di esplosivo. La sua agenda conteneva il numero personale di Pietro Musumeci, un agente dei servizi segreti.
Dimitri nel corso della sua gioventù fu imputato anche per scontri e tafferugli vari. Fu condannato, tra i reati più gravi, anche per "banda armata". La madre si suicidò quando lo accusarono dell'omicidio di un tipografo del Messaggero, Maurizio Di Leo, uscito dal giornale dopo una telefonata trappola e scambiato da un commando dei NAR per il giornalista Michele Concina.
Il processo terminò con l'assoluzione di Dimitri. Il 23 settembre 1980 Adinolfi, Dimitri, Fiore ed una quarantina di giovanissimi (molti minorenni o appena maggiorenni) furono oggetto di mandato di cattura per reati associativi relativi alla costituzione di Terza Posizione. Giuseppe Dimitri uscì di prigione dopo aver scontato otto anni di pena, nel 1988.

### Alleanza Nazionale
Nel 1994 Giuseppe Dimitri terminò a tutti gli effetti la militanza extraparlamentare iscrivendosi ad Alleanza Nazionale. Divenne presidente del circolo Civiltà Romana di Roma. Si sposò poi con Barbara, figlia di Giano Accame, dalla quale ebbe una figlia, Matilde. 
Nel 2006 perse la vita all'età di 49 anni, coinvolto in un incidente stradale. Il funerale di Peppe Dimitri, mentre la notizia sembrò passare inosservata, richiamò una folla di ministri, parlamentari, ex terroristi, giovani militanti e gente comune.
Alla sua memoria è dedicato uno spazio verde a Colle Romito, nel comune di Ardea.